# Brent Knoll (wieś)
Brent Knoll (wcześniej South Brent) – wieś i civil parish w Anglii, w Somerset, w dystrykcie (unitary authority) Somerset. W 2011 civil parish liczyła 1271 mieszkańców.